# Włoska Formuła 4
Włoska Formuła 4 – pierwsza seria wyścigowa spełniająca regulacje FIA dla Formuły 4. Powstała 12 grudnia 2013 roku decyzją Automobile Club d'Italia. Mistrzostwa zastąpiły i odbywają się na bazie dawnej Formuły Abarth.

## Historia
Gerhard Berger i FIA uruchomili FIA Formuła 4 w marcu 2013 r. Celem Włoskiej Formuły 4 jest rozwój młodych kierowców. Oprócz przepisów sportowych i technicznych regulowane są również koszty. Zakup samochodu do rywalizacji w tej kategorii nie może przekroczyć 30 000 euro. Włoska Formuła 4 była pierwszymi mistrzostwami FIA Formuły 4, które zostały uruchomione.

## Mistrzowie
| Sezon | Kierowcy              | Zespoły               |
| ----- | --------------------- | --------------------- |
| 2014  | Lance Stroll          | Prema Powerteam       |
| 2015  | Ralf Aron             | Prema Powerteam       |
| 2016  | Marcos Siebert        | Jenzer Motorsport     |
| 2017  | Marcus Armstrong      | Prema Powerteam       |
| 2018  | Enzo Fittipaldi       | Prema Theodore Racing |
| 2019  | Dennis Hauger         | Van Amersfoort Racing |
| 2020  | Gabriele Minì         | Prema Powerteam       |
| 2021  | Oliver Bearman        | Van Amersfoort Racing |
| 2022  | Andrea Kimi Antonelli | Prema Racing          |
| 2023  | Kacper Sztuka         | Prema Racing          |